# 18大道車站 (BMT海灘線)
18大道車站（英語：18th Avenue station）是紐約地鐵BMT海灘線的一個慢車地鐵站，位於布魯克林本森赫斯特18大道及64街交界，設有N線（任何時候停站）與W線（僅繁忙時段停站）列車服務。

## 車站結構
| G        | 街道層   | 閘機、出入口、MetroCard自動售票機 |
| P 月台層 | 側式月台 | 側式月台 |
| P 月台層 | 北行慢車 | ← 往阿斯托利亞-迪特馬斯林蔭路 (新烏德勒支大道) ← 往96街 (只限平日時段) (新烏德勒支大道) ← 往阿斯托利亞-迪特馬斯林蔭路 (只限平日時段) (新烏德勒支大道) |
| P 月台層 | 北行快車 | ← 無定期服務 |
| P 月台層 | 南行快車 | → 道床 |
| P 月台層 | 南行慢車 | → 往康尼島-斯提威爾大道 (20大道) → → 往86街 (只限平日時段) (20大道) →                                                                                 |
| P 月台層 | 側式月台 | |

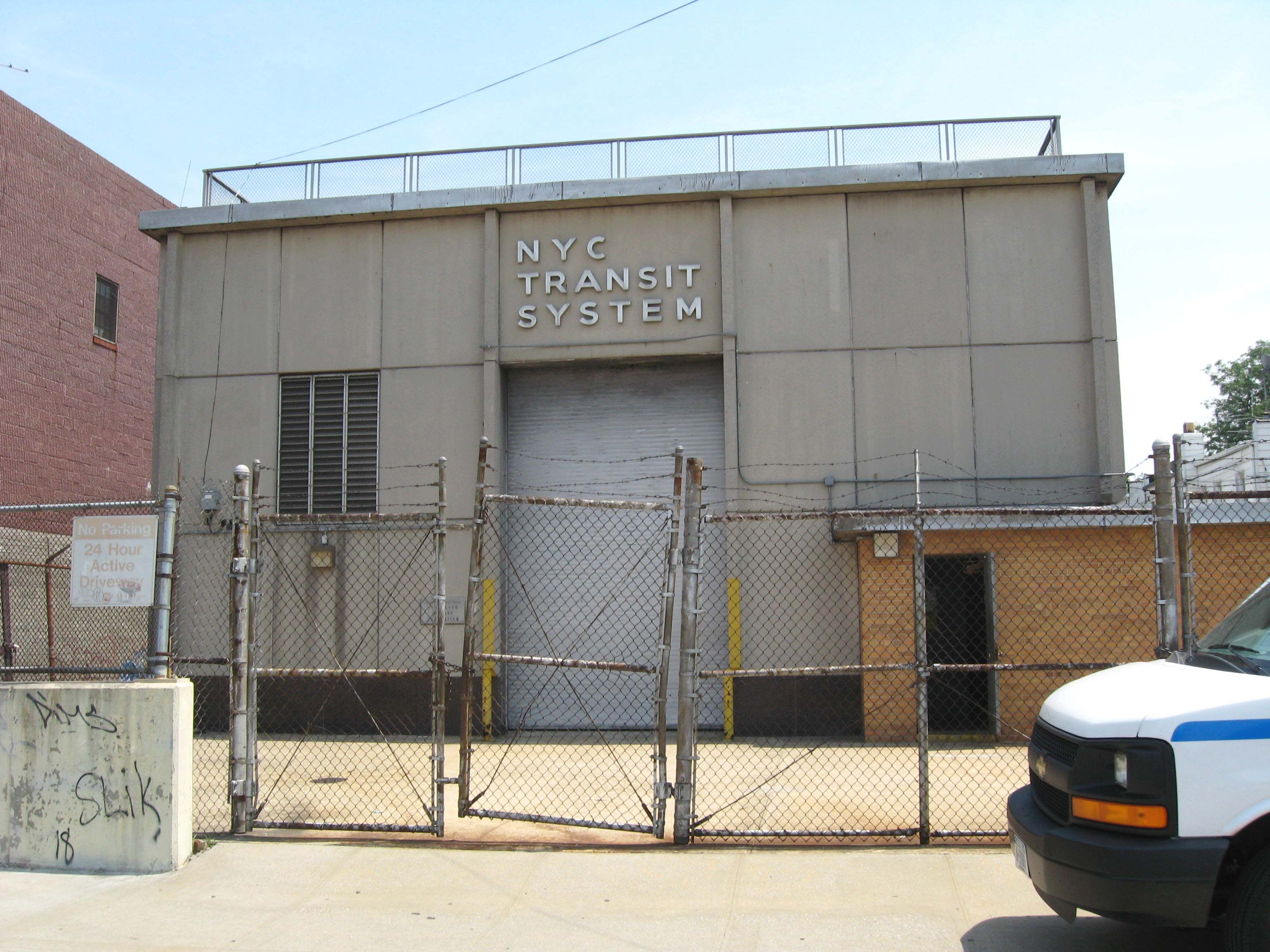
車站北面16大道發電站

此切土車站在1915年6月22日啟用，設有兩個側式月台和四條軌道，但兩條中央軌道正常情況下不使用。往康尼島方向軌道中斷了與路線的連接，而往曼哈頓方向軌道安裝了兩個方向的信號。

## 外部連結
- nycsubway.org—BMT Sea Beach Line: 18th Avenue
- Station Reporter — N Train
- The Subway Nut — 18th Avenue Pictures（页面存档备份，存于）
- 18th Avenue entrance from Google Maps Street View（页面存档备份，存于）
- 17th Avenue entrance from Google Maps Street View（页面存档备份，存于）